# Trichodiadelia compacta
Trichodiadelia compacta är en skalbaggsart som först beskrevs av Stefan von Breuning 1940.  Trichodiadelia compacta ingår i släktet Trichodiadelia och familjen långhorningar.
Artens utbredningsområde är Madagaskar. Inga underarter finns listade i Catalogue of Life.